# Saint-Christophe (Vienne)
Saint-Christophe – miejscowość i gmina we Francji, w regionie Nowa Akwitania, w departamencie Vienne.
Według danych na rok 1990 gminę zamieszkiwało 276 osób, a gęstość zaludnienia wynosiła 18 osób/km² (wśród 1467 gmin regionu Poitou-Charentes, Saint-Christophe plasuje się na 734. miejscu pod względem liczby ludności, natomiast pod względem powierzchni na miejscu 566.).